# Diecezja Fidenzy
Diecezja Fidenzy – łac. Dioecesis Fidentina – diecezja Kościoła rzymskokatolickiego w północnych Włoszech, w metropolii Modena-Nonantola, w regionie kościelnym Emilia-Romania.
Została erygowana 12 lutego 1601 jako diecezja Borgo San Donnino. 22 września 1927 po zmianie nazwy miasta Borgo San Donnino na Fidenza została oficjalnie zmieniona nazwa diecezji.